# What'd I Say
"What'd I Say" é uma canção do cantor e compositor norte-americano Ray Charles, contido em seu álbum homônimo. Composta pelo próprio Ray Charles e lançada em julho de 1959, sendo improvisada como single em uma noite no final de 1958, a canção foi gravada em 18 de fevereiro de 1959 pela Atlantic Records nos gêneros de R&B, soul, música gospel e rock and roll.
Foi em 2002 consagrada em 10° lugar pela revista Rolling Stone em sua lista das 500 melhores canções de todos os tempos.